# Juan José Parra
Juan José Parra (Medellín, Antioquia, Colombia; 6 de mayo de 2001) es un futbolista colombiano. Juega como defensa central  y su equipo actual es el Independiente Medellín de la Categoría Primera A de Colombia.

## Inicios
Llegó a las divisiones menores del Independiente Medellín en el 2014. Hizo parte también de la Selección de fútbol de Antioquia, con la que fue multicampeón.

## Independiente Medellín
Para el segundo semestre de 2020, gracias a sus destacadas actuaciones en divisiones menores fue ascendido al primer equipo por el entrenador Aldo Bobadilla.

## Clubes
| Club                   | País           | Año         | Partidos |
| ---------------------- | -------------- | ----------- | -------- |
| Independiente Medellín | Colombia       | 2020 - 2021 | 4        |
| North Texas            | Estados Unidos | 2021        | 5        |
| Independiente Medellín | Colombia       | 2021 - 2024 | -        |

|Aurora FC 
| Guatemala
|2024 - (Actual)
| -
|}